# Docking (seksuele handeling)

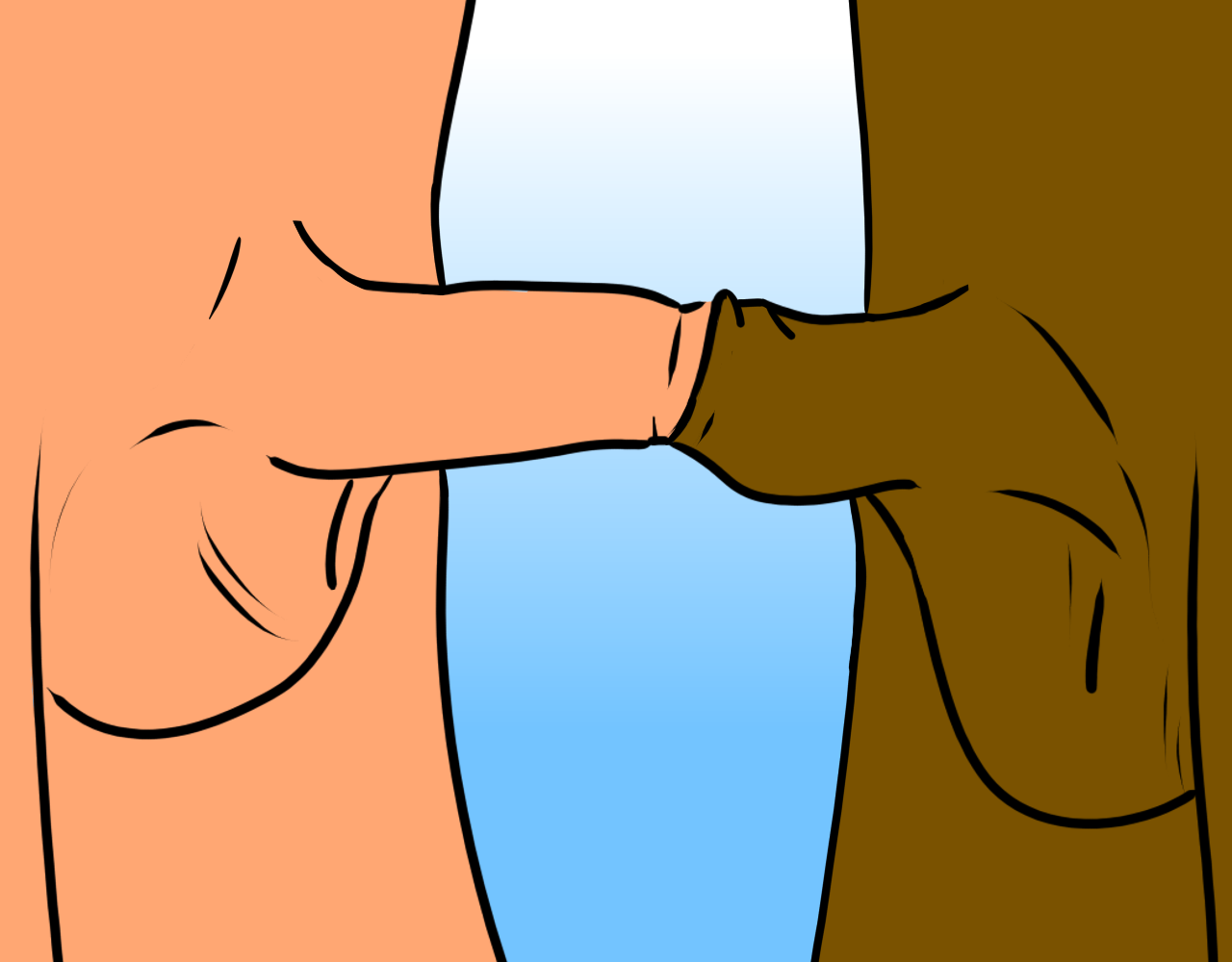
Docking

Docking (ook gay docking of cock docking) is een seksuele handeling waarbij een man zijn eikel met teruggeslagen voorhuid onder de voorhuid van een andere man plaatst. Beide eikels zitten daarmee onder dezelfde voorhuid en de penissen zijn "gekoppeld". De seksuele stimulatie kan vergroot worden door over de voorhuid te wrijven of beide penissen tegen elkaar aan te duwen.
Ten minste een van de mannen dient onbesneden te zijn. Besneden mannen kunnen een docking / head to head sleeve gebruiken, een kokertje van flexibele kunststof waarin beide mannen ieder aan een eind hun penis kunnen stoppen, zodat een vergelijkbaar effect bereikt wordt.
De uitdrukking is een Engels leenwoord dat "koppelen" betekent. Hoewel de kans op geslachtsziekten vermoedelijk kleiner is dan bij anale seks is door het contact van voorvocht of sperma op de slijmvliezen van de partner deze wel aanwezig.
De koppeling (docking) van twee penissen wordt niet alleen beoefend door homoseksuele mannen, maar is ook populair bij heteroseksuele mannen die experimenteren met seksuele ervaringen van man tot man. Wanneer beide mannen intact zijn, staat het bekend als volledige koppeling (full docking). Wanneer een man intact is en de ander besneden, staat het bekend als half koppeling (half docking).